# 裸腹原缨口鳅
裸腹原缨口鳅（学名：Vanmanenia gymnetrus）为平鳍鳅科原缨口鳅属的鱼类，是中国的特有物种。分布于九龙江水系等。该物种的模式产地在福建龙岩九龙江。种名 gymnetrus 中，gymnos意为“裸露的”，-etrus意为“腹部”。